# S1 NO.1 STYLE×全日本プロレス エスワン5周年記念大会 合体
『S1 NO.1 STYLE×全日本プロレス エスワン5周年記念大会 合体』（エスワン ナンバーワン スタイル かける ぜんにほんプロレス エスワンごしゅうねんきねんたいかい がったい）は、2010年1月22日に開催されたプロレス興行。全日本プロレスとアダルトビデオメーカーエスワンの創立5周年記念の合同興行である。

## 試合
第1試合
S1×全日本プロレス『合体』桜ここみ杯&賞金「300万円」争奪　3WAYトーナメント 一回戦
○NOSAWA論外（8分32秒・超高校級横回転エビ固め）×カズ・ハヤシ
第2試合
S1×全日本プロレス『合体』桜ここみ杯&賞金「300万円」争奪　3WAYトーナメント 一回戦
○西村修（6分30秒・逆さ押さえ込み）×真田聖也
第3試合
S1×全日本プロレス『合体』桜ここみ杯&賞金「300万円」争奪　3WAYトーナメント 一回戦
○鈴木みのる（6分1秒・胴絞めスリーパー）×河野真幸
第4試合
S1×全日本プロレス『合体』渕正信もてもてスーパーファイト　30分1本勝負
×渕正信、大空かのん、月見栞（9分27秒・腕ひしぎ逆十字固め）○歳三
第5試合
S1×全日本プロレス『合体』桜ここみ杯&賞金「300万円」争奪　3WAYトーナメント 決勝戦
○鈴木みのる（5分13秒・片エビ固め）×NOSAWA論外
第6試合
佳山三花杯争奪「F4vsディストラクション」　タッグマッチ　30分1本勝負
小島聡、×大和ヒロシ（16分1秒・片エビ固め）諏訪魔、○近藤修司
メインイベント
S1×全日本プロレス『合体』吉沢明歩杯争奪　6人タッグマッチ　60分1本勝
○武藤敬司、船木誠勝、S1仮面 with 藤浦めぐ（14分1秒・体固め）TARU、×ヘイト、大鷲透